# Salem (Montserrat)
Salem è, con 1 140 abitanti, la città più popolosa di Montserrat, situata nella parte centro-occidentale dell'isola. Confina a nord con Woodlands, a sud-est con Frith e a sud-ovest con Old Town.

## Storia
Salem è stata evacuata dopo le eruzioni vulcaniche del 1997 sull'isola, ma da allora è stata reinsediata.

## Monumenti e luoghi d'interesse

### Architetture religiose
- Chiesa di San Martino de Porres

## Cultura

### Istruzione

#### Scuole
Il governo di Montserrat gestisce la Salem Daycare e la Salem Nursery.
L'unica scuola secondaria pre 16 anni dell'isola, la Montserrat Secondary School (MSS), gestita dal governo , si trova a Salem. Il Montserrat Community College (MCC) è un istituto di istruzione post 16 anni e terziaria a Salem.
Nel periodo precedente al 1997 Salem era servita dalla Salem Primary School e dalla Salem Junior Secondary School.